# 香港甲組足球聯賽戰後參賽球隊列表
香港甲組足球聯賽戰後歷屆球隊如下：
- 粗體名字，代表當屆的奪冠隊
- 1956年至1957年的球季開始實施升降制，斜體名字，代表該屆的降班隊
- 排序仍按照球隊於季後的名次而排列

| 1945-46年                            | 1945-46年 |
| ------------------------------------ | --- |
| 10 隊                                | 空軍、第44營金冕多、東方、海軍B、南華、光華、工程、海軍A、文員A、文員B。                                            |
| 1946-47年                            | |
| 12 隊                                | 星島、南華、第42營金冕多、空軍、中華、炮兵、東方、光華、聖約瑟、迪雲、海軍、港會。                                  |
| 1947-48年                            | |
| 15 隊                                | 傑志、星島、九巴、中華、南華、東方、聖約瑟、港會、光華、燕尼斯、空軍、警察、25營炮兵、巴付、海軍。                  |
| 1948-49年                            | |
| 13 隊                                | 南華A、九巴、中華、陸軍、傑志、港會、南華B、聖約瑟、東方、海軍、警察、空軍、光華。                                  |
| 1949-50年                            | |
| 13 隊                                | 傑志、九巴、聖約瑟、陸軍、第44營金冕多、南華、海軍、警察、港會、東方、中華、空軍、光華。                            |
| 1950-51年                            | |
| 12 隊                                | 南華、九巴、陸軍、傑志、光華、警察、港會、海軍、中華、聖約瑟、東方、空軍。                                          |
| 1951-52年                            | |
| 13 隊                                | 南華、陸軍、星島、傑志、九巴、東方、光華、空軍、警察、中華、港會、聖約瑟、海軍。                                    |
| 1952-53年                            | |
| 13 隊                                | 南華、傑志、東方、陸軍、九巴、星島、空軍、中華、光華、港會、警察、聖約瑟、海軍。                                    |
| 1953-54年                            | |
| 13 隊                                | 九巴、南華、傑志、陸軍、星島、光華、東方、港會、警察、空軍、中華、海軍、聖約瑟。                                    |
| 1954-55年                            | |
| 13 隊                                | 南華、傑志、九巴、星島、光華、東方、陸軍、聖約瑟、警察、空軍、中華、港會、海軍。                                    |
| 1955-56年                            | |
| 13 隊                                | 東方、南華、九巴、星島、傑志、陸軍、中華、空軍、光華、海軍、聖約瑟、警察、港會。                                    |
| 1956-57年                            | |
| 13 隊                                | 南華、傑志、九巴、東方、陸軍、空軍、警察、光華、星島、中華、港會、聖約瑟、海軍。                                    |
| 1957-58年                            | |
| 13 隊                                | 南華、九巴、傑志、中華、警察、東方、星島、陸軍、東華、光華、怡和、港會、空軍。                                      |
| 1958-59年                            | |
| 12 隊                                | 南華、九巴、東華、警察、傑志、陸軍、星島、東方、光華、中華、小柴灣、加山。                                          |
| 1959-60年                            | |
| 12 隊                                | 南華、愉園、東華、九巴、東方、傑志、星島、光華、警察、中巴、陸軍、中華。                                            |
| 1960-61年                            | |
| 13 隊                                | 南華、愉園、東華（雙亞軍）、九巴、星島、警察、東方、傑志、陸軍、光華、加山、空軍、後消。                            |
| 1961-62年                            | |
| 13 隊                                | 南華、愉園、星島、傑志、九巴、警察、元朗、東方、光華、五一七、東華、陸軍、加山。                                    |
| 1962-63年                            | |
| 12 隊                                | 元朗、東華、傑志、愉園、光華、南華、五一七、九巴、東方、警察、星島、東昇。                                          |
| 1963-64年                            | |
| 12 隊                                | 傑志、愉園、南華、光華、東華、元朗、九巴、警察、陸軍、東方、加山、五一七。                                          |
| 1964-65年                            | |
| 12 隊                                | 愉園、南華、星島、警察、九巴、元朗、東華、東方、傑志、光華、東昇、陸軍。                                            |
| 1965-66年                            | |
| 12 隊                                | 南華、愉園、星島、元朗、東方、東昇、警察、九巴、流浪、東華、傑志、光華。                                            |
| 1966-67年                            | |
| 12 隊                                | 九巴、南華、星島、東昇、愉園、警察、流浪、陸軍、元朗、東方、東華、港會。                                            |
| 1967-68年                            | |
| 12 隊                                | 南華、星島、東方、東昇、元朗、警察、流浪、電話、九巴、陸軍、消防、緝私。                                            |
| 1968-69年                            | |
| 12 隊                                | 南華、星島、怡和、元朗、東昇、九巴、東方、流浪、電話、警察、加山、陸軍。                                            |
| 1969-70年                            | |
| 12 隊                                | 怡和、星島、元朗、消防、東昇、九巴、南華、電話、東方、警察、流浪、港會。                                            |
| 1970-71年                            | |
| 14 隊                                | 流浪、怡和、星島、警察、東昇、愉園、南華、消防、元朗、東方、電話、陸軍、九巴、港會。                                |
| 1971-72年                            | |
| 14 隊                                | 南華、加山、消防、星島、東方、東昇、流浪、愉園、元朗、電話、警察、九巴、荃灣、陸軍。                                |
| 1972-73年                            | |
| 14 隊                                | 精工、南華、東昇、消防、愉園、鐵行、加山、流浪、電話、元朗、東方、警察、星島、九巴。                                |
| 1973-74年                            | |
| 14 隊                                | 南華、精工、加山、東昇、愉園、流浪、消防、光華、東方、元朗、鐵行、電話、警察、港會。                                |
| 1974-75年                            | |
| 13 隊                                | 精工、愉園、流浪、南華、光華、東昇、加山、東方、元朗、市政、鐵行、怡和、電話。                                      |
| 1975-76年                            | |
| 12 隊                                | 南華、精工、流浪、市政、愉園、東昇、光華、加山、元朗、東方、警察、港會。                                            |
| 1976-77年                            | |
| 12 隊                                | 南華、精工、愉園、加山、東昇、流浪、海蜂、東方、市政、元朗、光華、九巴。                                            |
| 1977-78年                            | |
| 12 隊                                | 南華、愉園、東昇、精工、加山、元朗、市政、海蜂、東方、卜公、流浪、港會。                                            |
| 1978-79年                            | |
| 12 隊                                | 精工、愉園、東方、東昇、駒騰、市政、海蜂、 南華、加山、元朗、警察、卜公。                                           |
| 1979-80年                            | |
| 12 隊                                | 精工、愉園、寶路華、南華、東昇、海蜂、東方、加山、元朗、港會、駒騰、市政。                                          |
| 1980-81年                            | |
| 11 隊                                | 精工、南華、愉園、海蜂、寶路華、東方、加山、荃灣、東昇、警察、港會。                                                |
| 1981-82年                            | |
| 11 隊                                | 精工、愉園、寶路華、東方、海蜂、荃灣、南華、東昇、流浪、加山、保濟丸。                                              |
| 1982-83年                            | |
| 11 隊                                | 精工、寶路華、東方、流浪、海蜂、愉園、東昇、菱電、荃灣、南華。（晨星）5                                             |
| 1983-84年                            | |
| 9 隊                                 | 精工、寶路華、愉園、南華、東方、東昇、先特霸、流浪、海蜂。                                                          |
| 1984-85年                            | |
| 9 隊                                 | 精工、南華、海蜂、愉園、俠士、東昇、東方、流浪、荃灣。                                                              |
| 1985-86年                            | |
| 10 隊                                | 南華、愉園、海峰、精工、花花、荃灣、東方、俠士、流浪、東昇。                                                        |
| 1986-87年                            | |
| 8 隊                                 | 南華、東方、愉園、海峰、荃灣、花花、港會、警察。                                                                    |
| 1987-88年《溫拿聯賽》                | |
| 9 隊                                 | 南華、愉園、星島、海峰、花花、東方、荃灣、保濟丸、美青。                                                            |
| 1988-89年《溫拿聯賽》                | |
| 10 隊                                | 愉園、南華、麗新花花、星島、天天、東方、荃灣、海峰、警察、港會。                                                    |
| 1989-90年 《星晨旅遊甲組聯賽》       | |
| 9 隊                                 | 南華、麗新、愉園、花花、東方、海峰、星島、港會、警察。                                                              |
| 1990-91年 《新華旅遊甲組聯賽》       | |
| 10 隊                                | 南華、愉園、麗新、依波路、花花、駒騰、東方、港會、星島、馬天尼。                                                    |
| 1991-92年 《新華旅遊甲組聯賽》       | |
| 10 隊                                | 南華、東方、愉園、星島、依波路、快譯通、駒騰、米芝路、港會、警察。                                                  |
| 1992-93年 《新華旅遊甲組聯賽》       | |
| 10 隊                                | 東方、南華、快譯通、米芝路、星島、傑志、依波路、愉園、駒騰、英軍。                                                  |
| 1993-94年 《新地甲組聯賽》           | |
| 10 隊                                | 東方、快譯通、南華、星島、傑志、愉園、駒騰、聲控通、流浪、港會。                                                    |
| 1994-95年 《萬寶路甲組聯賽》         | |
| 10 隊                                | 東方、南華、好易通、發景、流浪、愉園、星島、快譯通、駒騰、傑志。                                                    |
| 1995-96年                            | |
| 10 隊                                | 快譯通、南華、好易通、流浪、星島、愉園、東方、民信、發景、港會。                                                    |
| 1996-97年                            | |
| 7 隊                                 | 南華、快譯通、好易通、星島、愉園、流浪、東方。                                                                      |
| 1997-98年 《愛立信甲組聯賽》         | |
| 8 隊                                 | 快譯通、南華、愉園、星島、流浪、二合、好易通、五一七。                                                              |
| 1998-99年 《愛立信甲組聯賽》         | |
| 8 隊                                 | 愉園、南華、二合、好易通、快譯通、星島、西貢朋友、流浪。                                                            |
| 1999-2000年                          | |
| 8 隊                                 | 南華、愉園、晨曦、東聯二合、快譯通、傑志、西貢、流浪。                                                              |
| 2000-01年                            | |
| 8 隊                                 | 愉園、快譯通、南華、晨曦、東聯二合、流浪、保濟丸、傑志。                                                            |
| 2001-02年                            | |
| 7 隊                                 | 晨曦、愉園、南華、澎馬流浪、花花、香雪製藥、港會。                                                                  |
| 2002-03年 《A-Line甲組聯賽》         | |
| 8 隊                                 | 愉園、晨曦、澎馬流浪、南華、香雪製藥、福建、花花、港會。                                                            |
| 2003-04年《上清飲甲組聯賽》          | |
| 10 隊                                | 晨曦、傑志、愉園、澎馬流浪、香雪製藥、南城地產、南華、福建、日之泉、消防。                                          |
| 2004-05年《快意空調甲組聯賽》        | |
| 9 隊                                 | 晨曦、愉園、傑志、澎馬流浪、公民、南華、日之泉、福建、香雪製藥。                                                    |
| 2005-06年《快意空調甲組聯賽》        | |
| 8 隊                                 | 愉園、晨曦、澎馬流浪、傑志、聯華、公民、南華、香港08。                                                              |
| 2006-07年《快意空調甲組聯賽》        | |
| 10 隊                                | 南華、傑志、香雪晨曦、流浪、聯華紅牛、愉園、和富大埔、公民、港會、香港08。                                          |
| 2007-08年《快意空調甲組聯賽》        | |
| 10 隊                                | 南華、公民、和富大埔、愉園、康宏晨曦、傑志、東方、聯華紅牛、華家堡、寶路華流浪。                                    |
| 2008-09年《快意空調甲組聯賽》        | |
| 13 隊                                | 南華、傑志、公民、四海、康宏晨曦、新界地產和富大埔、 天水圍飛馬、 愉園、東方、謝菲聯、 屯門普高、淦源、香雪上清飲。 |
| 2009-10年《bma甲組聯賽》             | |
| 10 隊                                | 南華、天水圍飛馬、傑志、公民、晨曦、新界地產和富大埔、四海流浪、大中、沙田、愉園、屯門普高                          |
| 2010-11年《bma甲組聯賽》             | |
| 10 隊                                | 傑志、南華、天水圍飛馬、晨曦、新界地產和富大埔、公民、四海流浪、屯門、大中、港會                                    |
| 2011-12年《bma甲組聯賽》             | |
| 10 隊                                | 傑志、天水圍飛馬、南華、日之泉JC晨曦、公民、屯門、標準流浪、新界地產和富大埔、港菁、深水埗                          |
| 2012-13年《Red MR 甲組聯賽》         | |
| 10 隊                                | 南華、傑志、屯門、南區、太陽飛馬、標準流浪、日之泉JC晨曦、公民、橫濱FC香港、和富大埔                                |
| 2013-14年《Red MR紅人派對 甲組聯賽》 | |
| 12 隊                                | 傑志、太陽飛馬、南華、皇室南區、標準流浪、東方沙龍、天行元朗、日之泉JC晨曦、公民、橫濱FC香港、屯門、愉園            |